# Shahezhen (ort i Kina, Shaanxi, lat 32,97, long 107,51)
Shahezhen är en ort i Kina. Den ligger i provinsen Shaanxi, i den nordvästra delen av landet, omkring 190 kilometer sydväst om provinshuvudstaden Xi'an. Antalet invånare är 25 100. Befolkningen består av 12 268 kvinnor och 12 832 män. Barn under 15 år utgör 16,0 %, vuxna 15-64 år 72 %, och äldre över 65 år 10,0 %.
Runt Shahezhen är det ganska tätbefolkat, med 96 invånare per kvadratkilometer. Shahezhen är det största samhället i trakten. I omgivningarna runt Shahezhen växer i huvudsak blandskog.
Genomsnittlig årsnederbörd är 1 257 millimeter. Den regnigaste månaden är juli, med i genomsnitt 274 mm nederbörd, och den torraste är december, med 3 mm nederbörd.